# David Pakman
David Pakman (Buenos Aires, 2 de febrero de 1984) es un locutor, youtuber y escritor argentino-estadounidense. Es el conductor del programa The David Pakman Show, en el que discute noticias relacionadas con la política estadounidense desde una perspectiva progresista.

## Primeros años
David Pakman nació el 2 de febrero de 1984 en Buenos Aires, en el seno de una familia judía. Cuando David tenía cinco años, sus padres decidieron emigrar a los Estados Unidos, debido a la hiperinflación que sufría Argentina durante el gobierno de Raúl Alfonsín. David creció en Northampton, Massachusetts.
Pakman estudió economía y comunicación en la Universidad de Massachusetts Amherst. Luego consiguió una maestría en administración de empresas de la Universidad Bentley.

## Carrera
Pakman conduce el programa The David Pakman Show, el cual es transmitido a través de radio, televisión e internet. La primera emisión del programa se dio en agosto de 2005, bajo el nombre de Midweek with David Pakman, en una estación de radio local. Para Pakman, el programa era un simple hobby, pero terminó convirtiéndose en su profesión. Pakman obtiene ingresos a través de ventas a anunciantes, anuncios en sus plataformas y membresías mensuales vendidas a través de su sitio web.
Pakman ha aparecido en programas de Fox News, CNN y otros medios. Ha sido entrevistado por publicaciones como el New York Times, Boston Herald y Wired. Fue dos veces invitado del pódcast The Joe Rogan Experience.
En septiembre de 2020, el canal de YouTube de The David Pakman Show alcanzó el millón de subscriptores y los dos millones en diciembre de 2023.

## Posiciones políticas
Pakman se identifica como progresista y socialdemócrata, mas no como socialista.
No está afiliado a ningún partido político, pero argumenta que en la gran mayoría de ocasiones es mejor votar a los candidatos del Partido Demócrata, debido a su inclinación al progresismo.

## Vida personal
Pakman no está casado, pero vive con su pareja, con la que tiene una hija, nacida en 2022. Se identifica como étnica y culturalmente judío, pero no practica el judaísmo.